# Vaipulya sutra
Les Vaipulya sutra constituent un ensemble de textes fondamentaux du bouddhisme mahayana.

## Traduction
En devanagari vaipulya s'écrit वैपुल्य (et peut se dériver en vaipulyam : वैपुल्यम्). Il signifie alors "grandeur", étendue" ou bien abondance. En chinois vaipulya se dit : fāngguǎng 方廣, "les discours de grande étendue".